# Again – Noch Einmal
Again – Noch Einmal ist ein filmisches Reenactment, in dem der Künstler Mario Pfeifer einen Fall verarbeitet, der im Sommer 2016 durch die bundesdeutsche Presse thematisiert wurde. Der Film feierte Weltpremiere auf der 50. Edition des Festival Visions du Réel in Nyon im Internationalen Wettbewerb.

## Inhalt
Der Film zeigt, wie im sächsischen Arnsdorf vier Männer einen kurdisch-irakischen Geflüchteten schlugen und ihn dann an einen Baum fesselten: Angeblich weil er die Kassiererin eines Supermarktes bedroht hat. 25 Minuten blieb der wehrlose Mann zurück, bis die Polizei ihn befreite. Die Täter wurden nie belangt. Einerseits, offiziell wegen mangelndem öffentlichem Interesse. Andererseits, weil der potenzielle Kläger nach einem epileptischen Anfall verstorben war.

## Produktion
Für den Film wurde ein kompletter Supermarkt als Filmkulisse in einer leerstehenden Fabrikhalle rekonstruiert. Sequenzen eines auf Youtube existierenden Originalvideos des Vorfalls dienten als Grundlage für die szenische Nachstellung der Ereignisse.

### Festivals (Auswahl)
- 2020: ACT Human Rights Film Festival, Colorado, USA
- 2020: German Cinema, Northwest FilmForum Seattle, USA
- 2019: 32. IDFA – International Documentary Film Festival Amsterdam, Niederlande
- 2019: 62. DOK Leipzig – International Leipzig Festival for Documentary and Animated Film
- 2019: 11. DMZ International Documentary Film Festival, Korea
- 2019: National Gallery Washington D.C. Summer Film Festival, USA
- 2019: 35. Asolo Art Film Festival, Italy
- 2019: 50. Festival Visions du Réel Nyon, Schweiz
- 2019: Documentary Edge Festival Auckland, Neuseeland